# Prohorovo, Sliven
Prohorovo (în bulgară Прохорово) este un sat în comuna Nova Zagora, regiunea Sliven,  Bulgaria. 

## Demografie
Componența etnică a satului Prohorovo
     Bulgari (84,47%)
     Romi (14,28%)
     Nicio identificare (1,24%)
     Altele (0%)
La recensământul din 2011, populația satului Prohorovo era de 161 locuitori. Din punct de vedere etnic, majoritatea locuitorilor (84,47%) erau bulgari, cu o minoritate de romi (14,28%). Pentru 1,24% din locuitori nu este cunoscută apartenența etnică.